# ニーハオ、カイラン
ニーハオ、カイラン (原題: Ni Hao, Kai-Lan)は、アメリカ合衆国のテレビアニメで、Harringtoons Productionsが制作した。 全3シーズン・全26話。